# Route 374 (Nouvelle-Écosse)
Pour les articles homonymes, voir Route 374.
La route 374 est une route secondaire de la Nouvelle-Écosse d'orientation sud-nord située dans les régions du sud, du centre et du nord de la province. Elle relie principalement Sheet Harbour à New Glasgow, traversant une région extrêmement isolée de la province. Elle est tout de même une route moyennement empruntée, puisqu'elle relie 2 villes majeures de la province. De plus, elle mesure 86 kilomètres, et est une route asphaltée sur l'entièreté de son tracé.

## Tracé
La route 374 débute à l'est de Sheet Harbour, à East River Sheet Harbour, sur la route 7, la route côtière. La 374 commence par se diriger vers le nord pendant une quarantaine de kilomètres, jusqu'à Trafalgar, «halte routière», puisque la 374 traverse une région très isolée, ne possédant presque aucun service le long de celle-ci. Elle passe notamment près des lacs Marshall Flowage, Anti Dam Flowage et Governor. Après Trafalgar, elle continue de se diriger vers le nord en arrivant dans une zone de plus en plus urbanisée, alors qu'elle approche de New Glasgow. Elle atteint finalement Stellarton, où elle est nommée la rue Foord, puis elle croise la route 104, la Route Transcanadienne, à sa sortie 24. Elle se termine 3 kilomètres au nord, sur la route 289, près du centre-ville de New Glasgow.

## Intersections principales
| Route 374                    |                          |    |                                                                   |                          |
| Comté                        | Location                 | km | Intersection/Destinations                                         | Notes                    |
| Comté d'Halifax              | East River Sheet Harbour | 0  | R-7, Sheet Harbour, Sherbrooke, Dartmouth, Halifax, Antigonish    | extrémité sud de la 374  |
| Comté de Pictou              | Stellarton               | 83 | R-104 (Route Transcanadienne), Truro, Antigonish, Port Hawkesbury | sortie 24 de la 104      |
| Comté de Pictou              | New Glasgow              | 86 | R-289, New Glasgow centre, Pictou                                 | extrémité nord de la 374 |
| Gras (colonne km): Échangeur |                          |    |                                                                   |                          |

## Communautés traversées

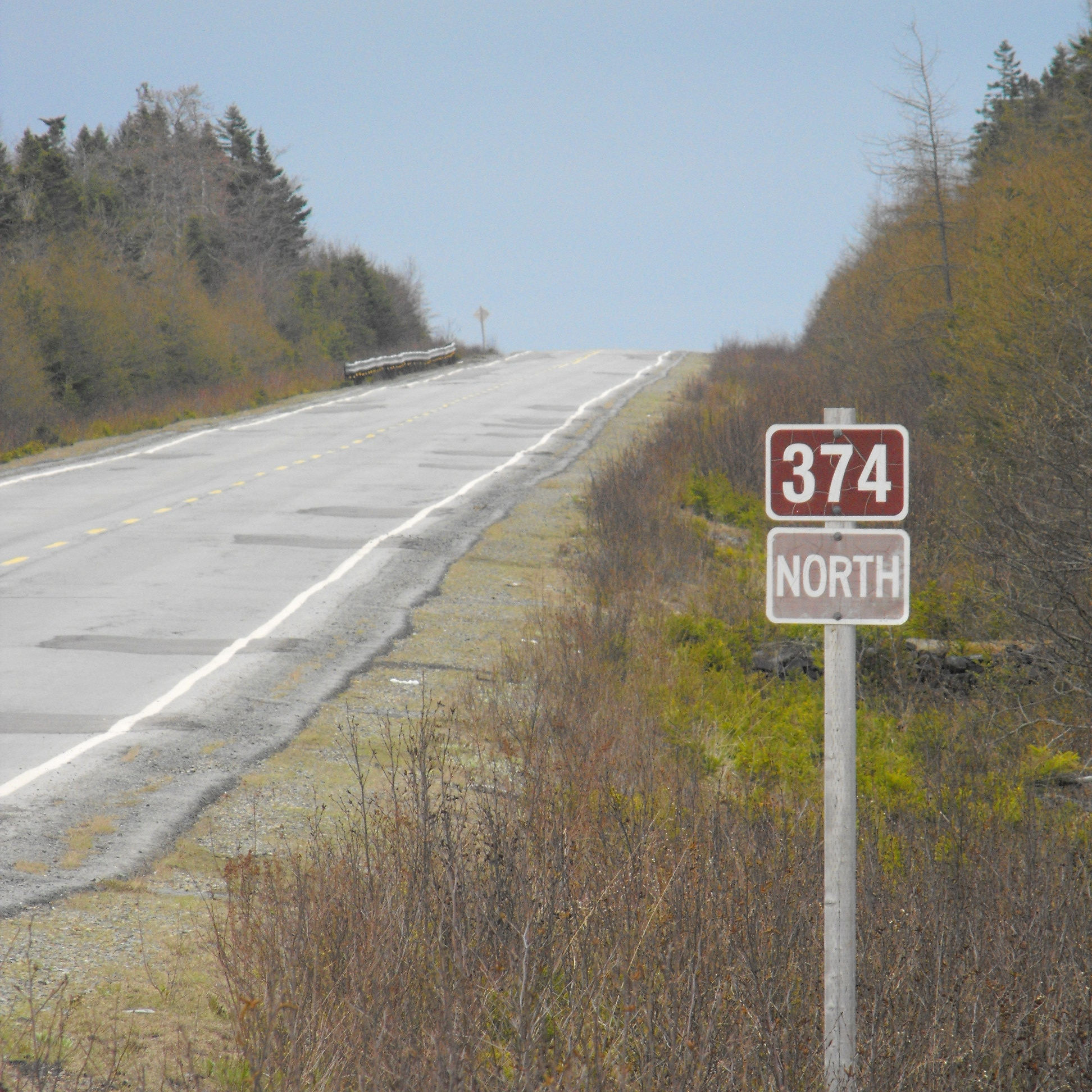
La route 374 nord en direction de New Glasgow, près de Trafalgar. Remarquez la région isolée que traverse la route.

1. East River Sheet Harbour
2. Lochaber
3. Trafalgar
4. Lorne
5. Hopewell
6. Riverton
7. Stellarton
8. New Glasgow